# Светско првенство у кајаку и кануу на мирним водама 1938 — К-2 1.000 метара за мушкарце
Дисциплина К-2 на 1.000 метара у мушкој конкуренцији, била је једна од 2 дисциплина класичног кајака двоседа на 1. Светском првенствоу у кајаку и кануу на мирним водама 1938. одржаном у Ваксхолму (Шведска) 7. и 8. августа, у водама Балтичког мора, који окружују острво Ваксхолм, у Стокхолмском архипелагу.

## Земље учеснице
Учествовало је 16 кајакаша у 8 посада из 5 земаља. Вожена је само финална трка.
1. Данска 4
2. Немачка 4
3. Финска 2
4. Чехословачка 2
5. Шведска 4

## Резултати
| Пласман | Кајакаш                    | Земља        | Резултат | Белешке |
| ------- | -------------------------- | ------------ | -------- | ------- |
| 1.      | Хелмут Трибе Ханс Еберле   | Немачка      | 4:46,6   |         |
| 2.      | Курт Бо Ханс Берглунд      | Шведска      | 4:45,5   |         |
| 3.      | Poul Larsen Vagn Jørgensen | Данска       | 4:46,7   |         |
| 4.      | Адолф Кајнц Карл Мауер     | Немачка      | 4:46,9   |         |
| 5.      | Рос Петерсон               | Шведска      | 4:50,3   |         |
| 6.      | Раута Викстром             | Финска       | 4:51,5   |         |
| 7.      | Stepansen Б. Хансен        | Данска       | 4:54,9   |         |
| 8.      | Емил Сматлак Вацлав Панек  | Чехословачка | 5:11,0   |         |